# Shenzhen Open (ATP) 2015
Lo Shenzhen Open 2015 è stato un torneo di tennis giocato sul cemento indoor. È stata la 2ª edizione dello Shenzhen Open (ATP), che fa parte della categoria ATP World Tour 250 series nell'ambito dell'ATP World Tour 2015. Si è giocato allo Shenzhen Luohu Tennis Centre di Shenzhen in Cina, dal 28 settembre al 4 ottobre 2015.

## Partecipanti

### Teste di serie
| Nazionalità     | Giocatore              | Ranking* | Testa di serie |
| --------------- | ---------------------- | -------- | -------------- |
| Rep. Ceca       | Tomáš Berdych          | 5        | 1              |
| Croazia         | Marin Čilić            | 14       | 2              |
| Spagna          | Tommy Robredo          | 27       | 3              |
| Spagna          | Guillermo García López | 31       | 4              |
| Francia         | Adrian Mannarino       | 39       | 5              |
| Rep. Ceca       | Jiří Veselý            | 40       | 6              |
| Regno Unito     | Aljaž Bedene           | 55       | 7              |
| Rep. Dominicana | Víctor Estrella Burgos | 56       | 8              |

* Rankings al 21 settembre 2015.

### Altri partecipanti
I seguenti giocatori hanno ricevuto una wildcard per il tabellone principale:
- Bai Yan
- Wu Di
- Zhang Ze

I seguenti giocatori sono passati dalle qualificazioni:

- Matthew Ebden
- Hiroki Moriya
- Takuto Niki
- Zhang Zhizhen

## Campioni

### Singolare
Tomáš Berdych ha sconfitto in finale  Guillermo García López per 6–3, 7–6(7).
- È l'undicesimo titolo in carriera per Berdych, il primo del 2015.

### Doppio
Jonathan Erlich /  Colin Fleming hanno sconfitto in finale  Chris Guccione /  André Sá per 6-1, 6(3)–7, [10-6].